# Erik Madigan Heck
Erik Madigan Heck (* 9. September 1983 in Excelsior, Minnesota) ist ein US-amerikanischer Fotograf, der durch seine Modefotografien bekannt wurde.

## Leben
Heck begann bereits in seiner Schulzeit mit dem Fotografieren, nachdem er bereits als Kind durch seine Eltern mit der Kunst in den Galerien und Museen des benachbarten Minneapolis, Minnesota, vertraut wurde. Im Jahre 2002 erhielt er als Senior auf der Highschool von der US-amerikanischen Alliance for Young Artists & Writers im Rahmen der Scholastic Art Awards eine Goldmedaille für seine fotografischen Arbeiten.
Heck ist Mitbegründer und Herausgeber der vierteljährlich erscheinenden Fotozeitschrift Nomenus Quarterly und Korrespondent für das A Magazine. 2012 war er verantwortlich für die Fotokampagne Art of Fashion der Kaufhauskette Neiman Marcus aus Dallas in Texas. Im gleichen Jahr fotografierte er Modeschöpfungen für die griechische, in London lebende und arbeitende Modeschöpferin Mary Katrantzou und drehte den Film The End für die belgische Modemacherin Ann Demeulemeester.

## Preise und Auszeichnungen
- 2013: Infinity Award des International Center of Photography, Manhattan, New York City, USA. Kategorie: Mode- und Werbefotografie.

## Ausstellungen
- 2020: The Garden, Christophe Guye Galerie, Zurich, Schweiz
- 2019/20: Land_Scope, Christophe Guye Galerie, Zürich, Schweiz
- 2018: Old Future, Christophe Guye Galerie, Zürich, Schweiz